# Карл фон Бюлов
Карл фон Бюлов (нім. Karl von Bülow; 24 березня 1846, Берлін — 31 серпня 1921, Берлін) — німецький воєначальник Прусської армії, генерал-фельдмаршал Німецької імперської армії. Учасник австро-прусської, французько-прусської та Першої світової війн (1914–1918).